# Lore Reich Rubin
Lore Reich Rubin, geb. Reich (* 11. März 1928 in Wien; † 24. Februar 2024 in Seattle) war eine US-amerikanische Psychoanalytikerin österreichischer Herkunft.

## Leben
Sie war die jüngste Tochter von Wilhelm Reich und Annie Reich, geborene Pink. Sie wuchs zusammen mit ihrer Schwester Eva auf. Im Jahre 1930 trennten sich ihre Eltern, wobei Wilhelm nach Berlin übersiedelte und Annie in Wien blieb. 1933 floh Annie Reich nach Prag, wo sie bei Frances Derry ihre Ausbildung zur Psychoanalytikerin weiterführte. Ihre Töchter verblieben in Wien, wo sie bei ihren Großeltern aufwuchsen und eine kommunistische Kommune zusammen mit dem Enkel von Leo Trotzki besuchten, bis ihre Mutter sie im Jahre 1936 nach Prag kommen lassen konnte. Im Sommer 1934 besuchten Lore und Eva ihren Vater Wilhelm Reich in Dänemark. 1938 emigrierte Annie Reich, eine damals sehr bekannte linksoppositionelle Aktivistin im Kreis um den Psychoanalytiker Otto Fenichel, mit ihrem zweiten Mann Thomas Rubinstein und ihren Töchtern Eva und Lore in die USA.
Während ihres Studiums engagierte Lore sich in der kommunistischen „American Youth for Democracy“ (AYD), „a campus and community organization“, die 1949 auf die Liste der in den USA verbotenen Organisationen gesetzt wurde. Nachdem sie durch ihre Mitgliedschaft Sanktionen bis hin zur sozialen Isolation durchzustehen hatte, trat sie zwar aus, gab aber damit ihr gesellschaftspolitisches Engagement nicht auf. Lore promovierte 1954 in Medizin und wurde zunächst Fachärztin für Psychiatrie. 1957 begann sie eine Ausbildung zur Psychoanalytikerin. Nach Abschluss legte sie ihren Schwerpunkt auf die Erforschung von Traumata. Zu ihrem Vater Wilhelm Reich, der unterdessen ebenfalls in den USA lebte, hatte sie wenig Kontakt.
Aus einer Ehe mit dem Historiker Julius Rubin (1921–2004) gingen drei Kinder hervor.
Sie verstarb am 24. Februar 2024 95-jährig in Seattle.

## Schriften (Auswahl)
- The scope of the psychoanalyst as a consultant in colleges. JAPA 18 (3), 1970, 673–681.
- Contribution to a discussion on homosexuality. Journal of Clinical Psychoanalysis 9, 2000, 312–316.
- Wilhelm Reich and Anna Freud. His expulsion from psychoanalysis (1997). Int Forum Psychoanal 12 (2/3), 2003, 109–117 [Wilhelm Reich und Anna Freud. Reichs Vertreibung aus der Psychoanalyse. Bukumatula 20, 2007, 5–26].
- Meine Erinnerungen an Edith Jacobson. In U. May und E. Mühlleitner (Hg.): Edith Jacobson. Sie selbst und die Welt ihrer Objekte. Leben, Werk, Erinnerungen. Gießen 2005, 313–327
- Wilhelm Reichs wechselnde Theorien über Kindererziehung. Werkblatt 61, 2008, 3–22.
- On becoming a psychoanalyst. Contemp Psychoanal 45, 2009, 483–503.
- Erinnerungen an eine chaotische Welt, Psychosozial-Verlag, Gießen 2019